# Mahanoy City
Mahanoy City est un borough de la Pennsylvanie, dans le comté de Schuylkill aux États-Unis.